# الشباك (فلم)
الشباك فيلم دراما مصري للمخرج كمال صلاح الدين عام 1978  عن قصة الشاعر صالح جودت الصادرة في عام 1972 تحت عنوان "الشباك" وسيناريو وحوار الممثل والكاتب مصطفى كمال. الفيلم من بطولة سهير رمزي، مصطفى فهمي، سلوى صادق، نبيلة السيد، عبد العليم خطاب، حافظ أمين، ونعيمة الصغير  وتدور الأحداث حول الشابة الريفية الجميلة وردة التي تضطر للزواج من أرمل شقيقتها، الرجل المسن العاجز جنسياً مما يدفعها للهروب من بيت الزوجية لتعمل راقصة وتنتظر ما تأتي به الأيام.
صدر الفيلم إلى دور العرض المصرية في 28 يناير 1980.
منح موقع قاعدة بيانات الأفلام العربية "السينما.كوم" الفيلم درجة 5.7/ 10.

## طاقم التمثيل
سهير رمزي: في دور وردة
مصطفى فهمي: في دور فتحي المخربش (عشيق سنية الخياطة)
نبيلة السيد: في دور سنية (الخياطة وجارة وردة)
سلوى صادق: في دور ندى زوجة الشيخ بدوي (زوجة والد وردة)
عبد العليم خطاب: في دور الشيخ بدوي (والد وردة)
حافظ أمين: في دور سي السيد (أرمل شقيقة وردة ثم زوجها)
نعيمة الصغير: في دور الأسطى نوذر (خالة سنية ومن عوالم شارع محمد علي)
علية عبد المنعم: في دور أم الشحات (زوجة حارس عمارة سي السيد)
سيف الله مختار: في دور حسن الشهير بعايق (مساعد الأسطى نوذر)
سعيدة جلال: في دور العالمة سكر
محمد الأدنداني: في دور عميل الأسطى نوذر
نعيم عيسى: في دور الطبيب
حمدي شريف: في دور المغني
بالاشتراك مع: بدرية عبد الجواد – كمال عبد العزيز – محمد فرحات

## الأغنية
الأغنية: أحلى العرايس
غناء: حمدي شريف
كلمات: خالد أسعد - لحن: حسن نشأت

## أحداث الفيلم
يصاب سي السيد (حافظ أمين) في موت زوجته بعد زواج استمر 20 عام، ويقرر والد المتوفية، الشيخ بدوي (عبد العليم خطاب)، تزويج الأرمل المسن سي السيد من شقيقة المتوفاة، وردة (سهير رمزي) بالرغم من فارق السن ويهدف الشيخ بدوي إلى إيجاد من يخدم سي السيد في أيامه الأخيرة. وتعترض زوجة الشيخ بدوي (سعيدة جلال)، وهي مجرد زوجة الأب، على زواج وردة من المسن المتهالك، كما ترفض وردة أخذ مكان شقيقتها المتوفاة. لكن لا يستجيب الأب وتذهب وردة مع سي السيد إلى القاهرة لأول مرة في حياتها. وفي بيت الزوجية تقيم وردة في غرفة الزوار ويناديها زوجها قائلاً: "يا بنتي" وترد وردة قائلة "خادمتك يا سي السيد". ينصح سي السيد زوجته وردة أن تعيش كما عاشت شقيقتها من قبل، ولا ترى الشارع، ولا تعرف أحد إلى يوك موتها. لا تجد وردة تسلية لها إلا الشباك حيث تخبرها أم الشحات عن قصص الجيران، وتشاهد وردة العروسين الجدد في عناقهم، والأرملة الشابة وهي تستضيف جارها، وزوجة "تاجر الشنطة" التي تنتظر سفره المتكرر لتعيش حياة حرة فاسدة، وآخرين في حفلات الرقص المتكررة. تقوم الخياطة سنية (نبيلة السيد) بزيارة وردة وتقوم بتفصيل بعض الفساتين لها معتقدة أنها ستدير رأس سي السيد وتجعله يزيد عشقاً لوردة التي تخبر سنية أن سي السيد لا يقترب منها ولا يدعوها لفراشة وأنها ما زالت عذراء. تشاهد وردة الشاب الوسيم الذي ينتظر سنية أمام بيتها وتسأل عنه لتعرف أنه فتحي (مصطفى فهمي) عشيق سنية الخياطة الذي يقيم في بيتها بلا عمل بينما تقوم سنية بالصرف على كل احتياجاته، وهو الذي يضربها ومع ذلك تحبه. تنجح سنية في اصطحاب وردة للنزهة بعد خروج سي السيد لعمله في الصباح، وتؤكد لها أنها كانت تفعل نفس الشيء مع شقيقتها الراحلة. يتطلع فتحي للشابة رائعة الجمال، وردة، ويعرف انها محرومة جنسياً وينتظر أمام بيتها في صباح يوم حتى يغادر سي السيد ويطرق باب وردة ليبثها كلمات الإعجاب ويحاول تقبيلها. يقرر سي السيد الرجوع لبيته ليجد فتحي يحاول ضم وردة فيسقط الرجل مشلولاً. يصل الشيخ بدوي وزوجته ندى إلى القاهرة لزيارة ورعاية زوج الابنة المشلول، ويلاحظ الشيخ بدوي محاولات سي السيد أن يحادثه ويبلغه شيئاً ما، بينما تقص وردة على زوجة أبيها كل ما حدث. تبدو أزمة وردة هي نفسها مشكلة ندى التي تجد حياة القاهرة هي الحل لتبدأ العيش من جديد، بل أنها تستحب معاكسة الشباب لها من الشباك. تسمع وردة الطبيب يحادث الشيخ بدوي ويبشره بإمكان سي السيد أن يتكلم بعد أسبوع، وهنا تقترح ندى عليها أن تغادر البيت بغير رجعة خوفاً مما قد يتكلم به سي السيد. تعد وردة حقيبتها وتتسلل ليلاً، كما تفعل ندى نفس الشيء، ذاهبة إلى سنية التي تستقبلهم بالترحاب وتقدمهم لخالتها نوذر (نعيمة الصغير) أشهر عوالم شارع محمد علي، وتعجب بجمال وردة. يموت سي السيد ويصل الخبر إلى وردة التي أقتنعت بالعلم مع العالمة نوذر بعد تغيير الشكل والملبس وأيضا الأسماء، وتصبح وردة الراقصة "زمردة" وتصبح ندى الراقصة "ياقوته". تستمر وردة وندى في العمل في الأفراح وتقع بينهم وبين نوذر المشاكل، ويساعد فتحي حبيبته وردة مما يثير غضب سنية وتسعى للإنتقام. تقوم سنية بإبلاغ الشيخ بدوي بعنوان وردة فيسارع إلى هناك ليطعن وردة وندى طعنات قاتلة ويسلم نفسه للشرطة بعد أن غسل عاره.

## وصلات خارجية
- مقالات تستعمل روابط فنية بلا صلة مع ويكي بيانات
- الشباك على موقع الدهليز
- الشباك على موقع كاروهات

https://www.goodreads.com/ar/book/show/9761145 الشباك (فيلم)